# Coeliccia nigrescens
Coeliccia nigrescens – gatunek ważki z rodziny pióronogowatych (Platycnemididae).